# Senaspis nigrita
Senaspis nigrita är en tvåvingeart som först beskrevs av Jacques-Marie-Frangile Bigot 1859.  Senaspis nigrita ingår i släktet Senaspis och familjen blomflugor. Inga underarter finns listade i Catalogue of Life.